# Winterswijk West vasútállomás
Winterswijk West vasútállomás vasútállomás Hollandiában, Winterswijk községben,  településen.

## Vasútvonalak
Az állomást az alábbi vasútvonalak érintik:
- Zutphen–Winterswijk-vasútvonal

## Kapcsolódó állomások
A vasútállomáshoz az alábbi állomások vannak a legközelebb:
- Lichtenvoorde-Groenlo vasútállomás
- Winterswijk vasútállomás